# Julien Benneteau
Julien Benneteau (Bourg-en-Bresse, Francia, 20 de diciembre de 1981) es un exjugador profesional de tenis. El 4 de agosto de 2012, junto con Richard Gasquet consiguieron la medalla de bronce en los Juegos Olímpicos de Londres 2012.

## Personal
Comenzó a jugar tenis a los cuatro años. Sus sobrenombres son “Bennet” y “Muffle”. Sus padres son Andre, que trabaja para una compañía de lentes, y Laurence, que es abogada. Tiene un hermano (Antoine), quien jugó en torneos Future entre 2004-07; y tiene dos hermanas, Dominique y Marie-Sophie. Logró el título de dobles en el US Open de juveniles en 1999 (c/Mahut). Sus ídolos fueron Yannick Noah y Jimmy Connors. También idolatró a Michael Jordan. Sus canchas preferidas son en carpeta bajo techo y arcilla. Le gusta jugar a fútbol y esquiar en su tiempo libre. Su equipo de fútbol es el Olympique de Marsella. Es miembro del “Team Lagardere” y es entrenado por Olivier Malcor y Olivier Soules.
Tiene el triste récord de ser el jugador de la era abierta con más finales pérdidas consecutivas sin ganar un título (10).

## Juegos Olímpicos

### Medalla de bronce
| Año  | Torneo               | Superficie | Pareja          | Oponentes                    | Resultado   |
| ---- | -------------------- | ---------- | --------------- | ---------------------------- | ----------- |
| 2012 | JJ. OO. Londres 2012 | Césped     | Richard Gasquet | David Ferrer Feliciano López | 7-6(4), 6-2 |

## Torneos de Grand Slam

### Dobles

#### Títulos (1)
| Año  | Torneo        | Pareja                 | Oponentes en la final        | Resultado   |
| 2014 | Roland Garros | Édouard Roger-Vasselin | Marcel Granollers Marc López | 6-3, 7-6(1) |

#### Finalista (1)
| Año  | Torneo    | Pareja                 | Oponentes en la final               | Resultado        |
| 2016 | Wimbledon | Édouard Roger-Vasselin | Pierre-Hugues Herbert Nicolas Mahut | 4-6, 6-7(1), 3-6 |

## Títulos ATP (12; 0+12)

### Individuales (0)
| Leyenda                                                  |
| Grand Slam (0)                                           |
| ATP Wourld Tour Final (0)                                |
| ATP Masters 1000 (0)                                     |
| ATP World Tour 500 series (0)                            |
| ATP International Series / ATP World Tour 250 series (0) |

#### Finalista (10)
| N.º | Fecha                    | Torneo        | Superficie    | Oponente en la final   | Resultado      |
| --- | ------------------------ | ------------- | ------------- | ---------------------- | -------------- |
| 1.  | 19 de mayo de 2008       | Casablanca    | Tierra batida | Gilles Simon           | 5-7 2-6        |
| 2.  | 20 de octubre de 2008    | Lyon          | Carpeta (i)   | Robin Söderling        | 3-6 7-6(5) 1-6 |
| 3.  | 18 de mayo de 2009       | Kitzbuhel     | Tierra batida | Guillermo García-López | 6-3 6-7(1) 3-6 |
| 4.  | 21 de febrero de 2010    | Marsella      | Dura (i)      | Michael Llodra         | 3-6 4-6        |
| 5.  | 27 de agosto de 2011     | Winston-Salem | Dura          | John Isner             | 6–4, 3–6, 4–6  |
| 6.  | 15 de enero de 2012      | Sídney        | Dura          | Jarkko Nieminen        | 2-6, 5-7       |
| 7.  | 30 de septiembre de 2012 | Kuala Lumpur  | Dura (i)      | Juan Mónaco            | 5-7, 6-4, 3-6  |
| 8.  | 17 de febrero de 2013    | Róterdam      | Dura (i)      | Juan Martín del Potro  | 6-7(2), 3-6    |
| 9.  | 23 de septiembre de 2013 | Kuala Lumpur  | Dura (i)      | Joao Sousa             | 6-2, 5-7, 4-6  |
| 10. | 28 de septiembre de 2014 | Kuala Lumpur  | Dura (i)      | Kei Nishikori          | 6-7(4), 4-6    |

### Dobles (12)
| Leyenda                         |
| Grand Slam (1)                  |
| ATP Wourld Tour Finals (0)      |
| ATP Masters 1000 World Tour (2) |
| ATP World Tour 500 series (1)   |
| ATP World Tour 250 series (8)   |

| N.º | Fecha                    | Torneo        | Superficie    | Pareja                 | Oponentes en la final                | Resultado            |
| --- | ------------------------ | ------------- | ------------- | ---------------------- | ------------------------------------ | -------------------- |
| 1.  | 29 de septiembre de 2003 | Metz          | Dura          | Nicolas Mahut          | Michael Llodra Fabrice Santoro       | 7-6(2), 6-3          |
| 2.  | 22 de octubre de 2006    | Lyon          | Moqueta       | Arnaud Clément         | Frantisek Cermak Jaroslav Levinsky   | 6-2, 6-7(3), 10-7    |
| 3.  | 3 de marzo de 2008       | Las Vegas     | Dura          | Michael Llodra         | Bob Bryan Mike Bryan                 | 6-4, 4-6, 10-8       |
| 4.  | 18 de octubre de 2009    | Shanghái      | Dura          | Jo-Wilfried Tsonga     | Mariusz Fyrstenberg Marcin Matkowski | 6-2, 6-4             |
| 5.  | 26 de octubre de 2009    | Lyon          | Dura (i)      | Nicolas Mahut          | Arnaud Clément Sébastien Grosjean    | 6-4, 7-6(6)          |
| 6.  | 21 de febrero de 2010    | Marsella      | Dura (i)      | Michael Llodra         | Julian Knowle Robert Lindstedt       | 6-4, 6-3             |
| 7.  | 21 de abril de 2013      | Montecarlo    | Tierra batida | Nenad Zimonjić         | Bob Bryan Mike Bryan                 | 4-6, 7-6(4), [14-12] |
| 8.  | 4 de agosto de 2013      | Washington    | Dura          | Nenad Zimonjić         | Mardy Fish Radek Štepánek            | 7-6(4), 7-5          |
| 9.  | 23 de febrero de 2014    | Marsella      | Dura (i)      | Édouard Roger-Vasselin | Paul Hanley Jonathan Marray          | 4-6, 7-6(6), [13-11] |
| 10. | 7 de junio de 2014       | Roland Garros | Tierra batida | Édouard Roger-Vasselin | Marcel Granollers Marc López         | 6-3, 7-6(1)          |
| 11. | 26 de febrero de 2017    | Marsella      | Dura (i)      | Nicolas Mahut          | Robin Haase Dominic Inglot           | 6-4, 6-7(9), [10-5]  |
| 12. | 24 de septiembre de 2017 | Metz          | Dura (i)      | Édouard Roger-Vasselin | Wesley Koolhof Artem Sitak           | 7-5, 6-3             |

#### Finalista (7)
- 2003: Lyon (con Nicolas Mahut pierden ante Jonathan Erlich y Andy Ram)
- 2007: Montecarlo (con Richard Gasquet pierden ante Bob Bryan y Mike Bryan)
- 2010: Toronto (con Michael Llodra pierden ante Bob Bryan y Mike Bryan)
- 2011: Marsella (con Jo-Wilfried Tsonga pierden ante Ken Skupski y Robin Haase)
- 2011: París (con Nicolas Mahut pierden ante Rohan Bopanna y Aisam-Ul-Haq Qureshi)
- 2016: Wimbledon (con Édouard Roger-Vasselin pierden ante Pierre-Hugues Herbert y Nicolas Mahut)
- 2017: Queen's Club (con Édouard Roger-Vasselin pierden ante Jamie Murray y Bruno Soares)

### Clasificación en torneos del Grand Slam (Individual)
| Torneo          | 2002 | 2003 | 2004 | 2005 | 2006 | 2007 | 2008 | 2009 | 2010 | 2011 | 2012 | 2013 | 2014 | 2015 | 2016 | 2017 | G-P   | Títulos |
| --------------- | ---- | ---- | ---- | ---- | ---- | ---- | ---- | ---- | ---- | ---- | ---- | ---- | ---- | ---- | ---- | ---- | ----- | ------- |
| Australian Open | -    | 1R   | -    | 1R   | 3R   | 1R   | 1R   | 1R   | 2R   | -    | 3R   | 3R   | 2R   | 1R   | 1R   | -    | 8-12  | 0       |
| Roland Garros   | 1R   | 1R   | 3R   | 1R   | CF   | 1R   | 4R   | 1R   | 2R   | 2R   | 3R   | 3R   | 1R   | -    | 1R   | 1R   | 15-15 | 0       |
| Wimbledon       | -    | -    | 2R   | 1R   | 2R   | 1R   | 1R   | 1R   | 4R   | 2R   | 3R   | 2R   | 1R   | -    | 2R   | 1R   | 10-13 | 0       |
| US Open         | -    | 1R   | 1R   | -    | 1R   | 1R   | 1R   | 3R   | 2R   | 3R   | 3R   | 3R   | 1R   | -    | 1R   | -    | 9-12  | 0       |

- Datos: Q313402
- Multimedia: Julien Benneteau / Q313402